# Evangelos A. Moutsopoulos
Evangelos A. Moutsopoulos (griechisch Ευάγγελος Α. Μουτσόπουλος, französisch Evanghelos oder Evanghélos A. Moutsopoulos; * 25. Januar 1930 in Athen; † 7. Juni 2021 ebenda) war ein griechischer Philosoph und Philosophiehistoriker.

## Leben
Moutsopoulos studierte Klassische Philologie und Philosophie an der Universität Athen mit dem Diplom (πτυχἰο) als Abschluss. Darauf folgte ein Aufbaustudium in Philosophie an der Universität Paris, an der er 1958 mit einer Dissertation zur Musik im Werk Platons promoviert wurde. Er besuchte auch Veranstaltungen in Musikwissenschaft. Noch im selben Jahr 1958 wurde er auf eine Professur an der Universität Aix-Marseille berufen, 1965 an die Universität Thessaloniki und 1969 an die Universität Athen, deren Rektor er 1977 war. Im selben Jahr 1977 wurde er zum korrespondierenden Mitglied der französischen Académie des sciences morales et politiques des Institut de France gewählt, 1984 zum Mitglied der Akademie von Athen. Er war Ehrendoktor zahlreicher Universitäten. 2001 wurde ihm der Herder-Preis zugesprochen.
Moutsopoulos verfasste eine Vielzahl philosophischer und philosophiehistorischer Monographien, vor allem zur Axiologie (Wertetheorie) sowie zur Musikphilosophie insbesondere bei Platon und Proklos. Bekannt ist er für das von ihm entwickelte Konzept der καιρικότης (kairikotes, französisch kairicité, ist im Griechischen ein Neologismus zu καιρός „Zeit“, auf Deutsch etwa durch Kairizität „Zeitlichkeit“ wiederzugeben). Er schuf im Rahmen der 1975 begründeten Stiftung für Forschung und Editionen neugriechischer Philosophie (Ίδρυμα Ερεύνης και Εκδόσεων Νεοελληνικής Φιλοσοφίας) das Corpus Philosophorum Graecorum Recentiorum (CPGR). Er begründete auch die Zeitschriften Διοτίμα (Diotima) und Φιλοσοφία (Philosophia). Er war zudem Leiter des Forschungszentrums für griechische Philosophie (Kέντρο Eρεύνης της Eλληνικής Φιλοσοφίας) der Akademie von Athen.
Moutsopoulos betätigte sich auch als Komponist, Zeichner und Maler.

## Schriften (Auswahl)
in französischer Sprache
- La musique dans l’œuvre de Platon. Presses universitaires de France, Paris 1958.
- Les structures de l’imaginaire dans la philosophie de Proclus. Les Belles Lettres, Paris 1985.
- Kairos. La Mise et l’Enjeu. Vrin, Paris 1991.
- Philosophie de la culture grecque. Κέντρο Ερεύνης της Ελληνικής Φιλοσοφίας, Athen 1998.
- Structure, présence et fonctions du „kairos“ chez Proclus. Εκδ. Ακαδημίας Αθηνών, Athen 2003.
- La philosophie de la musique dans le système de Proclus. Εκδ. Ακαδημίας Αθηνών, Athen 2004.
- L’univers des valeurs, univers de l’homme – Recherches axiologiques. Εκδ. Ακαδημίας Αθηνών, Athen 2005.

in griechischer Sprache
- Φιλοσοφία της καιρικότητος. Εκδ. Καρδαμίτσα, Athen 1984. („Philosophie der Kairizität“)
- Οι αισθητικές κατηγορίες – Εισαγωγή σε μιαν αξιολόγηση του αισθητικού αντικειμένου. Εκδ. Αρσενίδης, Athen 1996. („Die ästhetischen Kategorien – Einführung in eine Wertung des ästhetischen Objekts“)

in englischer Sprache
- Thought, Culture, Action: Studies in the Theory of Values and its Greek Sources. Εκδ. Ακαδημίας Αθηνών, Athen 2006.